# استسن (دهانه)
استسن یک دهانه برخوردی در ماه‌ است.

## دهانه‌های اقماری
این دهانه ۴ دهانه اقماری دارد.
| Stetson | عرض جغرافیایی | طول جغرافیایی | قطر          |
| ------- | ------------- | ------------- | ------------ |
| P       | ۴۱.۸° S       | ۱۱۹.۸° W      | ۲۴.۰ کیلومتر |
| E       | ۳۹.۴° S       | ۱۱۷.۰° W      | ۳۸.۰ کیلومتر |
| G       | ۳۹.۹° S       | ۱۱۷.۲° W      | ۲۳.۰ کیلومتر |
| N       | ۴۳.۲° S       | ۱۲۰.۲° W      | ۱۸.۰ کیلومتر |